# Saison 6 des Experts
Chronologie
Saison 5 Saison 7
Cet article présente le guide des épisodes de la saison 6 de la série télévisée Les Experts (CSI: Crime Scene Investigation). Elle est diffusée entre le 22 septembre 2005 et le 18 mai 2006.

## Résumé
Comme dans les saisons précédentes, dans chaque épisode l’équipe des Experts enquête sur des meurtres dans le but de coincer le meurtrier. Le personnage de Sofia Curtis revient dans cette saison, mais en tant que lieutenant de police.
Dans cette saison on peut voir que Gil Grissom et Sara Sidle ont des sentiments l’un pour l’autre, et ce qui est révélé vers la fin du dernier épisode de la série.
Cette saison aussi marque le retour de Lady Heather dans le 15e épisode, dans cet épisode les Experts enquêtent sur la mort de sa fille.

## Distribution

### Acteurs principaux
- William Petersen (V.F.: Stéfan Godin) : Gil Grissom
- Marg Helgenberger (V.F.: Emmanuelle Bondeville) : Catherine Willows
- Gary Dourdan (V.F.: Éric Aubrahn) : Warrick Brown
- George Eads (V.F.: Denis Laustriat) : Nick Stokes
- Paul Guilfoyle (V.F.: François Dunoyer) : Jim Brass
- Jorja Fox (V.F.: Laurence Dourlens) : Sara Sidle
- Eric Szmanda (V.F.: Benjamin Boyer) : Greg Sanders
- Robert David Hall (V.F.: Pascal Casanova) : Albert Robbins

### Acteurs récurrents
- David Berman (V.F.: Jérémy Prévost) : David Phillips
- Louise Lombard (V.F.: Marjorie Frantz) : Sofia Curtis
- Wallace Langham (V.F.: Jérémy Prévost) : David Hodges
- Liz Vassey (V.F.: Nathalie Bienaimé) : Wendy Simms
- Archie Kao : Archie Johnson
- Marc Vann : Conrad Ecklie
- Sheeri Rappaport (en) : Mandy Webster
- Jon Wellner (V.F.: Jérôme Frossard) : Henry Andrews

### Invités
- Elise Neal : Giselle (épisode 1)
- Alona Tal : Tally Jordan (épisode 2)
- Silas Weir Mitchell : Willie Angel (épisode 2)
- Reed Diamond : Ray Lester (épisode 3)
- Abigail Spencer : Becky Lester (épisode 3)
- Seamus Dever : Adam Gilford (épisode 3)
- Hunter Parrish : Jeremy McBride (épisode 5)
- Mark Pellegrino : Elliot Perolta (épisode 5)
- Jessica Collins : Missy (épisode 9)
- Bailey Chase : Marty Mayron (épisode 9)
- Charles Napier : Warren Matthews (épisode 10)
- Joe Manganiello : Tom Parker (épisode 12)
- Faye Dunaway : Loris O'Neil (épisode 13)
- Jonathan Banks : Bobby Jensen (épisode 13)
- Bijou Phillips : Lil Cherry (épisode 13)
- Susanna Thompson : Janice Cooper (épisode 14)
- William Sadler : Karl Cooper (épisode 14)
- Taraji Henson : Christina (épisode 17)
- Meredith Scott Lynn : Carol Allred (épisode 18)
- John Rubinstein : Juge Crawford (épisode 18)
- Rick Gonzalez : Marcus (épisode 20)
- Katerina Graham : Tisha (épisode 20)
- Method Man : Drops (épisode 20)
- Aasif Mandvi : Dr Leever (épisode 20)
- Shanna Moakler : J-Lady (épisode 20)
- Travis Barker : Hi-Def (épisode 20)
- Ivonne Coll : Marsha Kendric (épisode 20)
- Michael B. Jordan : Morris (épisode 20)
- Page Kennedy : Jessie "Dollar" Cleveland (épisode 20)
- Claire Coffee : Cindy Jensen (épisode 21)
- Veronica Cartwright : Diane Chase (épisode 21)
- Amanda Seyfried : Lacey Finn (épisode 21)
- Chris Hardwick : Mickey Shoemaker (épisode 21)
- Ray Wise : Ernest Chase (épisode 21)
- Daniel Roebuck : Frank Rosetti (épisode 21)
- Carmen Argenziano : Sylvano Fatelli (épisode 21)
- Julie Benz : Heidi Wolff (épisode 22)

## Épisodes

### Épisode 118:Tomber des nues
- États-Unis /  Canada : 22 septembre 2005 sur CBS / CTV[1]
- France : 3 septembre 2006 sur TF1[2]

- États-Unis : 29,02 millions de téléspectateurs[3]
- France : 8,352 millions de téléspectateurs[4] (première diffusion)

- Louise Lombard (Sophia Curtis)
- Alex Carter (Detective Vartan)
- Wallace Langham (Hodges)
- Marc Vann (Conrad Ecklie)
- Archie Kao (Archie Johnson)
- Joseph Patrick Kelly (Officer Metcalf)
- Christopher Allen Nelson (Officer DA Michaels)
- Gerald McCullouch (Bobby Dawson)
- Wayne Wilderson (Paramedic Kelso)
- Kevin Quigley (Randy Swansiger)
- Deborah Offner (Nosy Lady)
- Tamara Davies (Brooke Harris)
- Kara Zediker (Amber Durgee)
- Jamie McShane (Eddie Vonner)
- Christopher Gartin (Marcus Corcoran)
- Tom Schmid (Drunk Guy)
- Elise Neal (Giselle)
- Rob Kahn (Homeless Guy)
- Roger Aaron Brown (Mr. James)
- Robert Clendenin (Drive-In Manager)
- Matthew Boylan (Blakeney)
- Victoria Reiniger (Judy Tremont)

### Épisode 119:Sévices d'étage
- États-Unis : 29 septembre 2005
- France : 8 octobre 2006 sur TF1

- États-Unis : 28 millions de téléspectateurs[5]
- France : 6,671 millions de téléspectateurs[6](première diffusion)

- David Berman (David Phillips)
- Louise Lombard (Sophia Curtis)
- Wallace Langham (Hodges)
- Archie Kao (Archie Johnson)
- Eric Winter (Julian Harper)
- Jeff D'Agostino (Blinky)
- Kristin Richardson (Eva)
- Chi Moui Lo (Samay Tao)
- Paul Statman (Cab Driver)
- Silas Weir Mitchell (Willie Angel)
- Alona Tal (Tally Jordan)
- Maite Schwartz (Kate)
- Art Chudabala (Keo Vipraxay)
- Larry Mitchell (Officer Mitchell)
- David Kagen (MTB Rep)
- Kyle Davis (Clerk)
- Tang Nguyen (Noy Vipraxay)
- Paul Dillon (Joe Cavanaugh)
- Tess Lina (Interpreter)
- Jerry Weil (Attorney)

### Épisode 120:Une dent contre elle
- États-Unis : 6 octobre 2005
- France : 10 septembre 2006 sur TF1

- États-Unis : 28,85 millions de téléspectateurs[7]
- France : 8,016 millions de téléspectateurs[8] (première diffusion)

- David Berman (David Phillips)
- Louise Lombard (Sophia Curtis)
- Wallace Langham (Hodges)
- Marc Vann (Conrad Ecklie)
- Archie Kao (Archie Johnson)
- Erik Jensen (ADA Jeffrey Sinclair)
- Jon Wellner (Henry Andrews)
- Reed Diamond (Ray Lester)
- Abigail Spencer (Becky Lester)
- Skye McCole Bartusiak (Susan Lester)
- Alan Rachins (Grandpa Stein)
- Seamus Dever (Adam Gilford)
- Mary Jo Mrochinski (Ms. Karpell)
- Hudson Leick (Dr Jeri Cohen)
- Jeff Bass (Paramedic Bass)
- Mitchell Fink (Paramedic Fink)

### Épisode 121:Corps célestes
- États-Unis /  Canada : 13 octobre 2005
- France : 15 octobre 2006 sur TF1

- États-Unis : 28,34 millions de téléspectateurs[9]
- Canada : 3,192 millions de téléspectateurs[10]
- France : 7,063 millions de téléspectateurs[11] (première diffusion)

- David Berman (David Phillips)
- Louise Lombard (Sophia Curtis)
- Wallace Langham (Hodges)
- Rob Boltin (Mr. Copeland)
- Samantha Lemole (Mrs. Copeland)
- Ryan Alvarez (Hollywood)
- Clea DuVall (Abigail Sinclair)
- Hani Furstenberg (Emma Meyers)
- Josh Daugherty (Ty Bentley)
- Paul Ganus (Police Officer)
- Sheeri Rappaport (Mandy Websterk)
- James Jordan (Ryan)
- A. J. Trauth (Dexter)
- Molly Brink (Travel Manager)
- Tomas Arana (Joseph Diamond)
- Jon Wellner (Henry Andrews)
- Cassandra Grae (Cult Member #1)
- Daniel Graves (Mr. Meyers)
- Laurie O'Brien (Mrs. Meyers)
- Jeannetta Arnette (Mrs. Spencer)
- Corby Sullivan (Cult Member #2)
- Jana Camp (Cult Member #3)
- Claudia Katz (Cult Member #4)
- Meta Golding (Tina Brown)

### Épisode 122:Petit Poucet
- États-Unis : 20 octobre 2005
- France : 10 septembre 2006 sur TF1

- États-Unis : 28,48 millions de téléspectateurs[12]
- France : 7,512 millions de téléspectateurs[8](première diffusion)

- David Berman (David Phillips)
- Louise Lombard (Sophia Curtis)
- Wallace Langham (Hodges)
- Archie Kao (Archie Johnson)
- Mary Matilyn Mouser (Cassie McBride)
- Hunter Parrish (Jeremy McBride)
- Michael McGrady (Sheriff Brackett)
- Chase Ryan Jeffrey (Luke Daniels)
- Scott Paulin (Dr Parker)
- Melora Walters (Sage)
- Mark Pellegrino (Elliot Perolta)
- Matt Funke (Mark Horvatin)
- Don Michael Paul (Mark Horvatin Sr.)
- Jennifer Savidge (Mrs. Jill Locke)
- Trever O'Brien (Peter)
- Lindsey Ginter (Mr. Daniels)

### Épisode 123:Grissom fait mouche
- États-Unis : 3 novembre 2005
- France : 17 septembre 2006 sur TF1

- États-Unis : 28,73 millions de téléspectateurs[13]
- France : 8,184 millions de téléspectateurs[14](première diffusion)

- David Berman (David Phillips)
- Louise Lombard (Sophia Curtis)
- Wallace Langham (Hodges)
- Archie Kao (Archie Johnson)
- Marc Vann (Conrad Ecklie)
- Gerald McCullouch (Bobby Dawson)
- Larry Sullivan (Officer Akers)
- Tina Lifford (Judge Witherspoon)
- James Patrick Stuart (Adam Matthews)
- Erik Jensen (Jeffrey Sinclair)
- Tony Amendola (Professor Rambar)
- Meredith Scott Lynn (Carol Allred)
- Ashleigh Sumner (Lana Adalian)
- Amy Sloan (Christina Adalian)
- Conor O'Farrell (UnderSheriff McKeen)
- Jeffrey Nordling (Mark Thayer)
- Laura James (Clerk)
- Tim Talman (Shop Manager)
- Taylor Sheridan (Evan Peters)
- William Allen Young (Duane McWane)
- Liz Vassey (Wendy Simms)
- Jon Wellner (Henry Andrews)
- Yvette Nipar (Rita Day)
- Caroline Goodall (Dr Emily Ryan)
- Kristin Bauer (Kenli Johnson)
- Jenny O'Hara (Sandra Walkey)

### Épisode 124:Dans la ligne de tir (1repartie)
- États-Unis /  Canada : 10 novembre 2005
- France : 24 septembre 2006 sur TF1

- États-Unis : 29,55 millions de téléspectateurs[15]
- Canada : 3,295 millions de téléspectateurs[16]
- France : 8,465 millions de téléspectateurs[17] (première diffusion)

- David Berman (David Phillips)
- Louise Lombard (Sophia Curtis)
- Alex Carter (Detective Vartann)
- Wallace Langham (Hodges)
- Gerald McCullouch (Bobby Dawson)
- Nestor Serrano (Detective Ortega)
- Jose Zuniga (Detective Cavaliere)
- Brennan Elliott (Sergeant Carroll)
- Colby French (Officer Davis)
- Steve Ryan (Sergeant Adams)
- Daniel Bess (Officer Bell)
- Scott DeFoe (SWAT Commander)
- Lamont Thompson (SWAT Officer)
- Ty Upshaw (Officer #1)
- Conor O'Farrell (Undersheriff McKeen)
- Mitchell W. Fink (Paramedic Fink)
- Noe Gonzalez (Neighbor #2)
- Jose Rosario (Tomas Castillo)
- Cynthia DeCure (Rosa Cerna)
- A Martinez (Danilo)
- Brenda Canela (Mrs. Torres)
- Ashlyn Sanchez (April Torres)
- Barry Sigismondi (Officer #2)
- Sophia Santi (Stuckey's Mother)
- Seth Michaels (Stuckey's Brother)
- Tom Warden (lui-même)
- Laurie Fortier (Nancy)
- Tonyo Melendez (Man)
- Bre Blair (Tracy)
- Diana Carreno (Hooker)
- Josh Sinisterra (Geraldo)
- Larry Mitchell (Officer Mitchell)

### Épisode 125:Dans la ligne de tir (2epartie)
- États-Unis /  Canada : 17 novembre 2005
- France : 24 septembre 2006 sur TF1

- États-Unis : 28,98 millions de téléspectateurs[18]
- Canada : 3,355 millions de téléspectateurs[19]
- France : 8,352 millions de téléspectateurs[17](première diffusion)

- Louise Lombard (Sophia Curtis)
- Alex Carter (Detective Vartann)
- Wallace Langham (Hodges)
- Marc Vann (Conrad Ecklie)
- Gerald McCullouch (Bobby Dawson)
- Nestor Serrano (Detective Ortega)
- Jose Zuniga (Detective Cavaliere)
- Brennan Elliott (Sergeant Carroll)
- Colby French (Office Davis)
- Steve Ryan (Sergeant Adams)
- Daniel Bess (Officer Bell)
- Scott DeFoe (SWAT Commander)
- Conor O'Farrell (Undersheriff McKeen)
- A Martinez (Danilo)
- Sophia Santi (Stuckey's Mother)
- Seth Michaels (Stuckey's Brother)
- Bre Blair (Tracy)
- Yennifer Behrens (Bianca Guerro)
- Marco Rodriguez (Carlos' Lawyer)
- Liz Vassey (Wendy Simms)
- Larry Mitchell (Officer Mitchell)
- Jose Pillado (Carlos)
- Charley Rossman (Officer Beltran)
- Bill Jacobson (Uniform)

### Épisode 126:Chienne de vie
- États-Unis : 24 novembre 2005
- France : 24 septembre 2006 sur TF1

- États-Unis : 25,72 millions de téléspectateurs[20]
- France : 7,512 millions de téléspectateurs[17] (première diffusion)

- David Berman (David Phillips)
- Louise Lombard (Sophia Curtis)
- Wallace Langham (Hodges)
- Doan Ly (Jesse Menken)
- Bill Chott (Jerry Gable)
- Dane Northcutt (Michael Tinsley)
- Paula Trickey (Lori Tinsley)
- Terrell Ramsey (Pretzel Vendor)
- Jessica Collins (Missy)
- Daphne Ashbrook (Buffet Manager)
- Hal Sparks (Digger James)
- Bailey Chase (Marty Mayron)
- Joel David Moore (Guy in the Yellow Hat)
- Angela Goethals (Suzie Gable)

### Épisode 127:Fragile
- États-Unis : 8 décembre 2005
- France : 17 septembre 2006 sur TF1

- États-Unis : 30,95 millions de téléspectateurs[21]
- France : 7,736 millions de téléspectateurs[14] (première diffusion)

- David Berman (David Phillips)
- Louise Lombard (Sophia Curtis)
- Wallace Langham (Hodges)
- Archie Kao (Archie Johnson)
- Liz Vassey (Wendy Simms)
- Paula Francis (elle-même)
- Aimee Graham (Kelly Gordon)
- Heather Stephens (Karen Matthews)
- John DeVito (Jesse Matthews /Adam Esposito)
- Jonathan Nichols (Victor Esposito)
- Lori Alan (Valerie Esposito)
- Larry Sullivan (Officer Akers)
- Jonathan Chapin (Ken McCracken)
- Rutanya Alda (Faye Matthews)
- Charles Napier (Warren Matthews)
- Kevin Durand (Conner Daly)
- Patrick Malone (Clerk)
- Bunnie Rivera (Housekeeper)

### Épisode 128:Le Loup-garou de Vegas
- États-Unis /  Canada : 5 janvier 2006
- France : 1er octobre 2006 sur TF1

- États-Unis : 27,23 millions de téléspectateurs[22]
- Canada : 2,709 millions de téléspectateurs[23]
- France : 6,671 millions de téléspectateurs[24] (première diffusion)

- David Phillips (David Berman)
- Louise Lombard (Sophia Curtis)
- Wallace Langham (Hodges)
- Archie Kao (Archie Johnson)
- Jon Wellner (Henry Adams)
- Liz Vassey (Wendy Simms)
- Leisha Hailey (Allison Ludford)
- Shiloh Strong (Hayden Ludford)
- Erik Palladino (Dan Nobler)
- Chaney Kley (Brent Martin)
- William Allen Young (Duane McWane)
- Eliza Pryor (Michelle Martin)
- Bonita Friedericy (Mrs. Ludford)
- Palmer Davis (Margaret Finn)

### Épisode 129:Filles à papa
- États-Unis /  Canada : 19 janvier 2006
- France : 17 septembre 2006 sur TF1

- États-Unis : 27,13 millions de téléspectateurs[25]
- France : 7,119 millions de téléspectateurs[14] (première diffusion)

- David Phillips (David Berman)
- Louise Lombard (Sophia Curtis)
- Wallace Langham (Hodges)
- Archie Kao (Archie Johnson)
- Gerald McCullouch (Bobby Dawson)
- Liz Vassey (Wendy Simms)
- Sheeri Rappaport (Mandy Webster)
- Aimee Graham (Kelly Gordon)
- Rebecca Staab (Chelsea Wannamaker)
- Taylor Cole (Bianca Desmond)
- Jason-Shane Scott (Ahren Green)
- David Goldman (Alex David)
- Timothy Lee DePriest (Justin Cole)
- Joe Manganiello (Tom Parker)
- Mitch Pileggi (Harry Desmond)
- Nancy Youngblut (Nurse)

### Épisode 130:Dernier acte
- États-Unis /  Canada : 26 janvier 2006
- France: 1er octobre 2006 sur TF1

- États-Unis : 25,86 millions de téléspectateurs[26]
- Canada : 3,091 millions de téléspectateurs[27]
- France : 6,839 millions de téléspectateurs[24](première diffusion)

- David Phillips (David Berman)
- Louise Lombard (Sophia Curtis)
- Wallace Langham (Hodges)
- Archie Kao (Archie Johnson)
- Scott Wilson (Sam Braun)
- Faye Dunaway (Lois O'Neill)
- Jonathan Banks (Bobby Jensen)
- Conor O'Farrell (UnderSheriff McKeen)
- David DeSantos (Tim Duke / Vincent Pullone)
- Charlotte Salt (Eve Girard)
- Bijou Phillips (Li'l' Cherry)
- Mark Derwin (James Mandelbaum)
- Anita Gillette (Lily Flynn)
- Joanna Krupa (Waitress)
- Jamal Duff (Security Guard)
- Devon Todd (Bodyguard)

### Épisode 131:Dans la tête d'un tueur
- États-Unis /  Canada : 2 février 2006
- France: 15 octobre 2006 sur TF1

- États-Unis : 28,36 millions de téléspectateurs[28]
- France : 7,287 millions de téléspectateurs[11](première diffusion)

- David Phillips (David Berman)
- Louise Lombard (Sophia Curtis)
- Wallace Langham (Hodges)
- Archie Kao (Archie Johnson)
- Gerald McCullouch (Bobby Dawson)
- William Sadler (Karl Cooper)
- Susanna Thompson (Janice Cooper)
- Savannah McDermott (Maddy Cooper)
- Stephanie Lemelin (Ally Sullivan)
- Gary Basaraba (Mr. Sullivan)
- Joe Stevens (Nash)
- Travis Wester (Trent Hall)
- Paul Ben-Victor (Joey)
- Cullen Douglas (Manager)
- Raymond O'Connor (Salesman)
- Twink Caplan (Bus Driver)
- Larry Mitchell (Officer Mitchell)
- Paula Francis (elle-même)
- Amanda Congdon (elle-même)

C’est le premier épisode des Experts qui se déroule selon la perspective du tueur. Karl « Red » Cooper un ex-condamné, sorti de prison va chez l’un des membres de son équipe qui l’a dénoncé à la police. Carl le tue avec un Walther PPK équipé d’un silencieux. Tout s’est déroulé normalement, mais à son retour, une jeune femme percute sa voiture. Il tue la femme qui essaye d'appeler les urgences. Les Experts sont appelés sur la scène de crime, mais il semble qu’il n’y a aucun indice. Cooper arrive à sa maison, visiblement il se sent coupable d’avoir tué la fille.
Grissom découvre que les trois nombres qu’elle a écrit avec son téléphone sont en fait les trois lettres d’une plaque d’immatriculation.
Catherine et Warrick enquête sur la première victime de Cooper, sans savoir que les deux affaires sont liées. Quand Nick trouve un silencieux dans les vêtements brûlés du tueur, ils découvrent qu’ils cherchent le même tueur. 
La police découvre l’adresse de Cooper, mais il a déjà pris la fuite. Brass menace madame Cooper de prendre sa fille. Cooper se rend à la police.

### Épisode 132:Un sommeil éternel
- États-Unis /  Canada : 9 février 2006
- France : 13 juin 2007 sur TF1

- États-Unis : 27,42 millions de téléspectateurs[29]
- Canada : 3,452 millions de téléspectateurs[30]
- France : 9,01 millions de téléspectateurs[31] (Première diffusion)

- David Phillips (David Berman)
- Louise Lombard (Sophia Curtis)
- Wallace Langham (Hodges)
- Liz Vassey (Wendy Simms)
- Jim Cody Williams (Happy Jack)
- Michael Patrick McGill (Ruben Caster)
- Jeff Sugarman (Dr. Mulligan)
- Melinda Clarke (Lady Heather)
- Kevin Crowley (Jacob Wolfowitz)
- Kevin Crowley (Johann Sneller)
- Annie Burgstede (Zoe Kessler)
- Suzanne Reed (Receptionist)
- Joseph Patrick Kelly (Office Metcalf)
- Tony Amendola (Professor Rambar)

### Épisode 133:Partis en fumée
- États-Unis /  Canada : 2 mars 2006
- France : 1er octobre 2006 sur TF1

- États-Unis : 27,81 millions de téléspectateurs[32]
- France : 7,343 millions de téléspectateurs[24](première diffusion)

- David Phillips (David Berman)
- Louise Lombard (Sophia Curtis)
- Wallace Langham (Hodges)
- Marc Vann (Conrad Ecklie)
- Liz Vassey (Wendy Simms)
- Sheeri Rappaport (Mandy Webster)
- Jonny Miller (Officer Clark)
- William Allen Young (Duane McWane)
- Jon Lindstrom (Martin Sidley)
- Scott William Winters (Joe Fitzgibbons)
- Johnny Lewis (Tad Sidley)
- James Parks (Jonathan Wax)
- Keir O'Donnell (Ken Richmond)
- Nate Mooney (Larry Smite)
- Katie Gill (Caroline Fitzgibbons)
- Jaime Lee Kirchner (Angie)

Un corps d’homme complètement brûlé est trouvé dans une cheminée. Sara et Nick sont appelés pour enquêter sur l’affaire. Catherine et Warrick en profitent pour inspecter la maison, cherchant des indices pour une autre affaire qui date d’une année. Il s’agissait d’une jeune fille disparue, dont le propriétaire de la maison était suspect, mais ils n’ont pas réussi à avoir une commission rogatoire pour fouiller la maison. 

### Épisode 134:Enquête en direct
- États-Unis /  Canada : 9 mars 2006
- France: 15 octobre 2006 sur TF1

- États-Unis : 27,16 millions de téléspectateurs[33]
- Canada : 3,58 millions de téléspectateurs[34]
- France : 6,334 millions de téléspectateurs[11](première diffusion)

- Louise Lombard (Sophia Curtis)
- Wallace Langham (Hodges)
- Archie Kao (Archie Johnson)
- Liz Vassey (Wendy Simms)
- Taraji Henson (Christina)
- Brett Rickaby (Maintenance Man)
- Timothy Omundson (Producer)
- Jack Noseworthy (Dwight)
- Graham Beckel (Captain Hendricks)
- David Patrick Green (Richard McQueen)
- Anna Van Hooft (Stephanie)
- Karis Campbell (Tara Weathers)
- Larry Sullivan (Officer Akers)
- Nancy Youngblut (SART Nurse)

Une équipe de télévision suit les Experts dans leurs investigations. Les Experts enquêtent sur le cas d’une femme violée, le violeur se déguise en pompier pour que ses victimes le laissent entrer.
- Voir l’article Incidence des Experts.
- L’épisode est basé sur l’affaire de Peter Braunstein.

### Épisode 135:La Tête et les jambes
- États-Unis : 30 mars 2006
- France: 8 octobre 2006 sur TF1

- États-Unis : 25,23 millions de téléspectateurs[35]
- France : 8,465 millions de téléspectateurs[6] (première diffusion)
- France : 7,33 millions de téléspectateurs[36] (rediffusion 2008)

- Louise Lombard (Sophia Curtis)
- Wallace Langham (Hodges)
- Marc Vann (Conrad Ecklie)
- Erik Jensen (Jeffrey Sinclair)
- Sheeri Rappaport (Mandy Webster)
- Meredith Scott Lynn (Carol Allred)
- Maitland McConnell (Stacy Vollmer)
- John Rubinstein (Judge Crawford)
- Steven Grayhm (Scott Baird)
- Douglas Smith (Marlon West)
- Jessica Tuck (Sally West)
- Juliette Goglia (Hannah West)
- Jeffrey Hutchinson (Mr. Estrin)
- James McCauley (Mr. Baird)
- Imani A. Hakim (Darcy)
- Mari Weiss (Foreman)
- Jim Holmes (Jim West)
- Lisa Clifton (Mrs. Vollmer)
- Mark Tomesek (Mr. Vollmer)

### Épisode 136:Sixième sens
- États-Unis : 6 avril 2006
- France : 13 juin 2007 sur TF1

- États-Unis : 23,33 millions de téléspectateurs[38]
- France : 8,45 millions de téléspectateurs[31] (Première diffusion)

- David Phillips (David Berman)
- Louise Lombard (Sophia Curtis)
- Wallace Langham (Hodges)
- Archie Kao (Archie Johnson)
- Jon Wellner (Henry Adams)
- Liz Vassey (Wendy Simms)
- Sheeri Rappaport (Mandy Webster)
- Dan Lauria (Det. Jameson)
- Eric Jungmann (Reese Bingham)
- John Mese (Gordon Wallace)
- T. Lopez (Joslynn Raines)
- Jennifer Grant (Sedona Wylie)
- Joseph Lyle Taylor (Damon)
- Michael Bryan French (Dr Franks)
- Angela Little (Star (Tammy))
- Shonda Farr (Lori)
- Keri Lynn Pratt (Anna Leah)
- Larry Mitchell (Officer Mitchell)
- Geoffrey Rivas (Det. Sam Vega)
- Eric Winzenried (Manager)

### Épisode 137:Tête d'affiche
- États-Unis : 13 avril 2006
- France : 16 décembre 2007 sur TF1

- États-Unis : 24,42 millions de téléspectateurs[39]
- France : 7,65 millions de téléspectateurs[40] (Première diffusion)

- David Phillips (David Berman)
- Louise Lombard (Sophia Curtis)
- Wallace Langham (Hodges)
- Gerald McCullouch (Bobby Dawson)
- Larry Mitchell (Office Mitchell)
- Geoffrey Rivas (Det. Sam Vega)
- Vincent Duvall (Mark Trent)
- Rick Gonzalez (Marcus)
- Antwon Tanner (Jeremiah)
- Jeris Lee Poindexter (Grandpa Calvin)
- Michael B. Jordan (Morris)
- Steve Rankin (Troy Thompson)
- Jenica Bergere (Concierge)
- Page Kennedy (Jessie "Dollar" Cleveland)
- Ivonne Coll (Marsha Kendric)
- Shanna Moakler (J-Lady)
- Travis Barker (Hi-Def)
- Method Man aka Clifford Smith (Drops)
- Charles Duckworth (Ben)
- Khleo Thomas (Dante)
- Katerina Graham (Tisha)
- Aasif Mandvi (Dr Leever)

### Épisode 138:De mémoire
- États-Unis : 27 avril 2006
- France : 8 octobre 2006 sur TF1

- États-Unis : 27,36 millions de téléspectateurs[41]
- France : 7,848 millions de téléspectateurs[6] (première diffusion)

- David Phillips (David Berman)
- Louise Lombard (Sophia Curtis)
- Wallace Langham (Hodges)
- Archie Kao (Archie Johnson)
- Jon Wellner (Henry Adams)
- Liz Vassey (Wendy Simms)
- Sheeri Rappaport (Mandy Webster)
- Conor O'Farrell (Undersheriff McKeen)
- Reagan Pasternak (Jill Shoemaker)
- Claire Coffee (Cindy Jansen)
- Rheagan Wallace (Mindy Faberge)
- Rachel Miner (Valerie Whitehall)
- Amanda Seyfried (Lacey Finn)
- Chris Hardwick (Mikey Shoemaker)
- Johnathan McClain (Adam Chase)
- Veronica Cartwright (Diane Chase)
- Ray Wise (Ernest Chase)
- Daniel Roebuck (Frank Rosetti)
- Dave Power (Bryce Gundy)
- Josie DiVincenzo (Waitress)
- Paula Francis (elle-même)
- Carmen Argenziano (Sylvano Fatelli)
- Alex Skuby (Federal Agent)

### Épisode 139:Une soirée presque parfaite
- États-Unis /  Canada : 4 mai 2006
- France : 13 juin 2007 sur TF1

- États-Unis : 26,05 millions de téléspectateurs[42]
- Canada : 3,221 millions de téléspectateurs[43]
- France : 7,54 millions de téléspectateurs[31] (Première diffusion)

- David Phillips (David Berman)
- Louise Lombard (Sophia Curtis)
- Wallace Langham (Hodges)
- Archie Kao (Archie Johnson)
- Kyle Howard (Jeff Quinn)
- Julie Benz (Heidi Wolff)
- Jocko Sims (Lenny Andretti)
- Shawn Michael Patrick (Hotel Manager)
- Gabrielle Richens (Erica)
- Ethan Erickson (Jake)
- Andy Umberger (Rob Rhoda)
- Judd Nelson (Mick Logan)
- Kenneth Allen Johnson (Randy Bolen)
- John Michael Higgins (Anthony Caprice)
- Will Yun Lee (Dennis Kim)
- Paul Carafotes (Pit Boss)

### Épisode 140:Le Seul Rescapé
- États-Unis /  Canada : 11 mai 2006
- France : 22 octobre 2006

- États-Unis : 27,04 millions de téléspectateurs[44]
- France : 8,016 millions de téléspectateurs[45] (première diffusion)

- David Berman (David Phillips)
- Alex Carter (Det. Vartann)
- Liz Vassey (Wendy Simms)
- Meta Golding (Tina Brown)
- Currie Graham (Willie Cutler)
- Michael Enright (Sammy Cutler)
- Brad Greenquist (Taxi Manager)
- Alan Davidson (Nicco)
- Michael Bryan French (Dr Franks)
- Kelly Carlson (Sally)
- Thad Luckinbill (Timothy Johnson)
- Michael Wiseman (Director of Surveillance)
- Vincent Duvall (Swat Lieutenant)
- Tina Morasco (Janice Cutler)
- Kandiss Edmundson (Female Hostage)

Dans un casino, un homme sort une arme et tire sur agent de sécurité et prend un otage. Jim est arrivé et essaye de faire le négociateur. L’épisode retourne 15 heures dans le passé.
Une femme a été retrouvée morte dans sa maison, et son mari est disparu. Les Experts suspectent le mari d’être l’auteur du meurtre de sa femme quand ils découvrent qu’il l’a surpris en train de coucher avec un autre homme. Jim et Catherine se rendent à son lieu de travail et découvrent deux hommes assassinés et le mari, blessé par une balle perdue. 
Les Experts découvrent vite que le mari a menti au sujet de sa blessure, et que son frère jumeau est aussi impliqué dans ces meurtres. Jim et Warrick se rendent dans un casino pour arrêter le frère, mais le mari sort un pistolet et tire sur un agent ; suit la première scène de l’épisode.

### Épisode 141:Entre la vie et la mort
- États-Unis /  Canada : 18 mai 2006
- France: 22 octobre 2006

- États-Unis : 25,4 millions de téléspectateurs[46]
- Canada : 3,026 millions de téléspectateurs[47]
- France : 7,904 millions de téléspectateurs[45] (première diffusion)

- David Phillips (David Berman)
- Louise Lombard (Sophia Curtis)
- Wallace Langham (Hodges)
- Joseph Patrick Kelly (Office Metcalf)
- Gerald McCullouch (Bobby Dawson)
- Jon Wellner (Henry Adams)
- Liz Vassey (Wendy Simms)
- Currie Graham (Willie Cutler)
- Mitchell K. Fink (Paramedic Fink)
- Rick Worthy (Dr Stewart)
- Paul Schulze (Surgeon)
- Larry Mitchell (Officer Mitchell)
- Conor O'Farrell (Undersheriff McKeen)
- Bob Stephenson (Super)
- Vincent Duvall (Lt. Jack Parker)
- Adam Donshik (Manny)
- Teal Redmann (Ellie Brass)
- Patrick Breen (Mr. Phillipe)
- Kandiss Edmundson (Female Hostage)
- Frank Clem (Caleb Carson)
- Patricia Heller (Nurse)
- Elizabeth Regen (elle-même)
- Sheeri Rappaport (Mandy Webster)
- Patrick Kerr (Gregory Kimble)
- Scott Michael Campbell (Union Soldier)
- Annie Fitzgerald (Darcy Rupert)
- Kay Panabaker (Lindsey Willows)

Jim est entre la vie et la mort. Grissom informe Ellie, la fille de Brass, de l’état de son père. Un homme a été retrouvé mort décapité sur la voie ferrée, et les Experts croient au début qu’il a été tué par le train.
Warrick et Catherine de leur côté, enquêtent sur un homme trouvé mort, et l’analyse de son sang révèle la présence de différents types de narcotique et un taux d’alcool de 3g/l. Sa sœur explique que beaucoup des membres de sa famille sont morts d’une crise cardiaque à l’âge de quarante ans, et que son frère souffre de diabète.
Jim se réveille et trouve toute l’équipe des Experts à ses côtés y compris sa fille Ellie.

## Réception
La sixième saison a pu réunir en moyenne 24,86 millions de téléspectateurs aux États-Unis.